# James Maslow

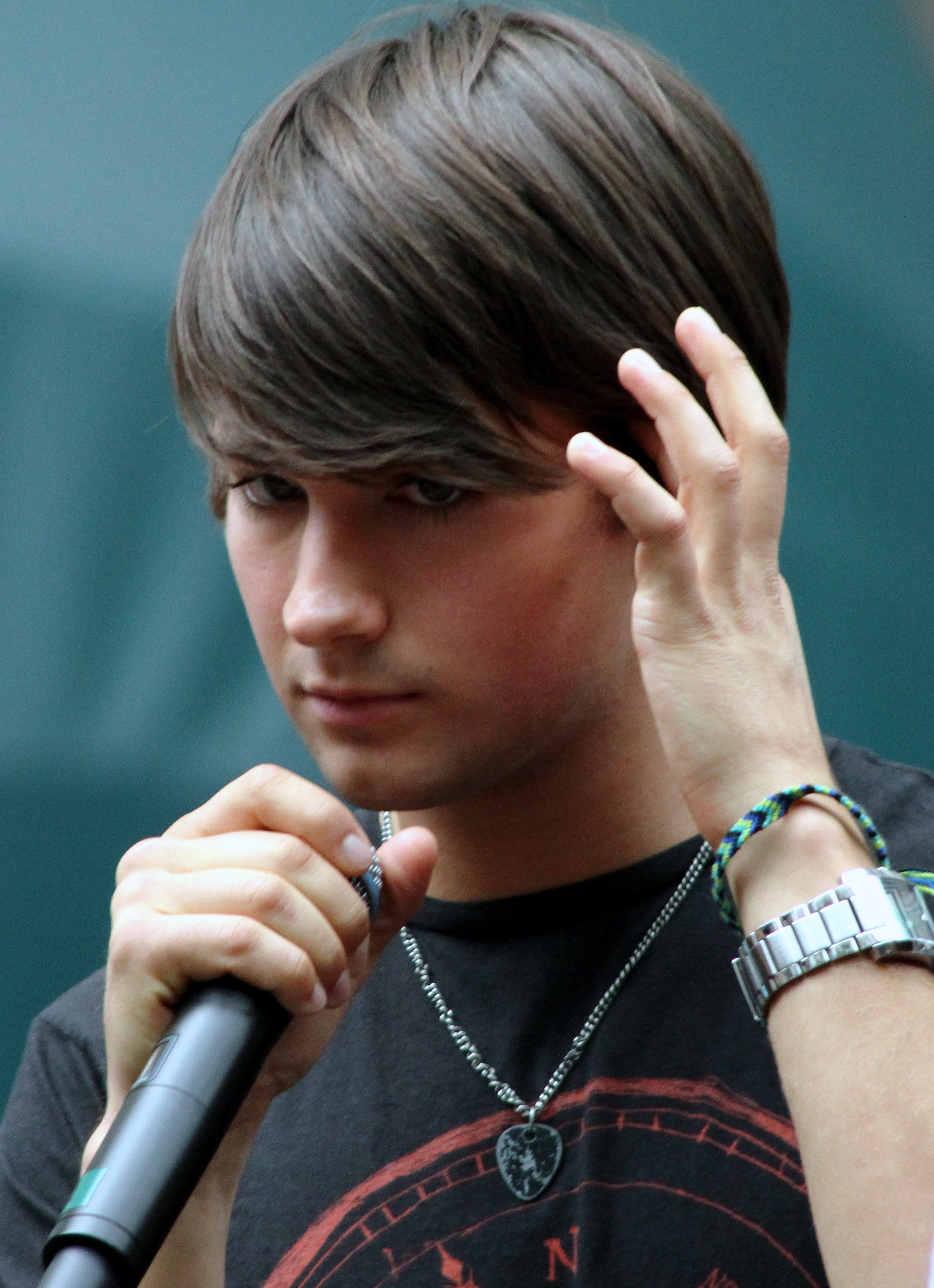
James Maslow

James David Maslow (ur. 16 lipca 1990 w Nowym Jorku) – amerykański aktor, tancerz, autor tekstów i piosenkarz. Pracuje również jako model. Odtwórca roli Jamesa Diamonda w serialu Big Time Rush, emitowanym na kanale Nickelodeon. Jest również muzykiem zespołu Big Time Rush, w którym gra razem z przyjaciółmi.

## Życiorys
Urodził się w Nowym Jorku, dorastał w La Jolla. Jego ojciec był Żydem aszkenazyjskim. Jego matka – katoliczka, miała pochodzenie irlandzkie, niemieckie i angielskie. W wieku sześciu lat zaczął trenować śpiewanie po tym, jak rodzice zapisali go do chóru. Uczęszczał do San Diego School of Creative and Performing Arts w San Diego. W 2007 ukończył szkołę średnią Coronado School of the Arts.

## Kariera
Mając dziesięć lat wystąpił w musicalu Cyganeria. Aktorstwa uczył się w La Jolla Playhouse. W wieku 14 lat miał już swojego pierwszego agenta i zdobył rolę Mariusa w musicalu Les Misérables.
W 2007 Nickelodeon ogłosił casting do nowego serialu. Maslow postanowił wysłać swoje zgłoszenie i dwa lata później otrzymał jedną z głównych ról w serialu Big Time Rush.

## Filmografia
| Telewizja / filmy | Telewizja / filmy     | Telewizja / filmy | Telewizja / filmy                  |
| Rok               | Tytuł                 | Rola              | Nota                               |
| ----------------- | --------------------- | ----------------- | ---------------------------------- |
| 2008              | iCarly                | Shane             | Odcinek: "iSaw Him First"          |
| 2009–2013         | Big Time Rush         | James Diamond     | Główna rola                        |
| 2010              | urFRENZ               | Brandon           |                                    |
| 2011              | Hand aufs Herz        | James Diamond     | Razem z Big Time Rush, odcinek 210 |
| 2011              | Master's Tree         | Nieznana          |                                    |
| 2012              | My Valentine          | Andrew            |                                    |
| 2012              | Big Time Rush w akcji | James Diamond     | Główna rola                        |
| 2013              | Marvin Marvin         | James Diamond     | Gość specjalny                     |
| 2013              | See Dad Run           | Ricky Adams       | Gość specjalny                     |
| 2015              | Kto wiatr sieje       | Bart Foxworth     |                                    |
| 2015              | Wild for the Night    | Wyatt             |                                    |